# Thomisus dartevellei
Thomisus dartevellei är en spindelart som beskrevs av Comellini 1957. Thomisus dartevellei ingår i släktet Thomisus och familjen krabbspindlar. Inga underarter finns listade i Catalogue of Life.